# Andrija Mohorovičić
Andrija Mohorovičić (Volosko, (ma Abbázia része) 1857. január 23. – Zágráb, 1936. december 18.) horvát meteorológus és geofizikus. A földkéreg és a földköpeny közötti határ, a később róla elnevezett Mohorovičić-felület felfedezője.

## Élete
Mohorovičić az Isztriai-félszigeten, egy Volosko nevű kis halászfaluban (ma Abbázia része) született, ahol apjának kovácsműhelye volt. Középiskoláját a szomszédos Fiuméban végezte el, majd 1875–1879 között a prágai Károly Egyetemen folytatott matematikai és fizikai tanulmányokat. Ezt követően visszatért hazájába és középiskolai tanár lett Zágrábban, Eszéken, 1882-től pedig az isztriai Bakarban. Szabadidejében meteorológiai megfigyeléseket és tudományos elemzéseket végzett, s 1887-ben saját anyagi forrásaiból megszervezte és felállította a bakari meteorológiai mérőállomást. 1892-től a zágrábi meteorológiai intézet vezetője lett. 1893-ban a zágrábi egyetemen sikeresen megvédte doktori dolgozatát, amelyben Bakarban végzett légkörfizikai megfigyeléseit összegezte. 1901-ben a horvátországi és szlavóniai meteorológiai szolgálat vezetőjévé nevezték ki és még abban az évben egy földrengésfigyelő állomást is létesített a horvát fővárosban.
1893-ban a Horvát Tudományos és Művészeti Akadémia rendkívüli, 1898-ban rendes tagjává választották.

## Életműve

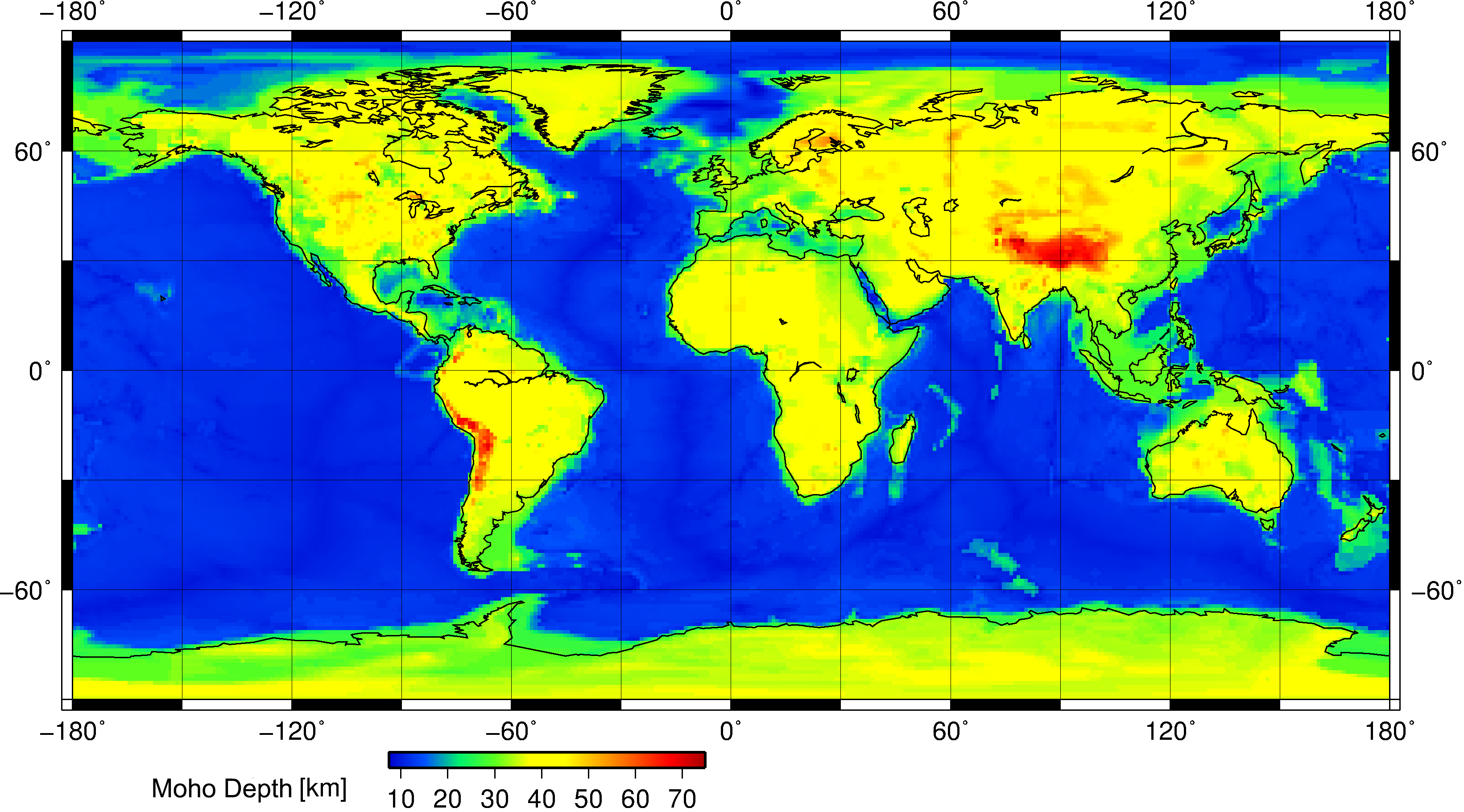
A földkéreg szerkezetét leíró Mohorovičić-felület

Noha hivatása elsősorban a meteorológia volt, Mohorovičić életművének jelentősége elsősorban szeizmológiai megfigyeléseinek köszönhető. Érdeklődése a századforduló táján fordult a geofizika felé, s ezt követően az általa vezetett meteorológiai intézetek tudományos tevékenységébe igyekezett integrálni a geofizikai, szeizmológiai, földmágnességi és gravitációs vizsgálatokat is. A Zágrábban létesített földrengésmérő állomás mellett 1909-ben sikerült az anyagi erőforrásokat megteremtenie ahhoz, hogy Horvátország-szerte több tucat Wiechert-szeizmométert telepíthessen. Neki köszönhető, hogy 1906-tól folyamatosan megbízható adatok állnak rendelkezésünkre a horvátországi földmozgásokról.
1909. október 8-án a Kulpa-völgyi földrengés hullámainak a vártnál korábbi érkezéséből következtetett a földkéreg és a földköpeny közötti, a földrengéshullám terjedési sebességét és a kőzetsűrűséget drasztikusan megváltoztató határ, a később róla elnevezett Mohorovičić-felület létezésére. Emellett foglalkozott epicentrumszámítással és földrengésbiztos építési technikákkal is.